# Antargangi, Sindgi
Antargangi là một làng thuộc tehsil Sindgi, huyện Bijapur, bang Karnataka, Ấn Độ.